# 倪南山
倪南山（1911年—1989年1月11日），安徽至德人，中国人民解放军将领、中国人民解放军开国少将。
曾任江西军区上饶军分区司令员。1955年，授予中国人民解放军少将。

## 生平
1911年生于安徽省至德县高山乡北山村（1959年改置为东至县）。1935年4月加入中国共产党，7月参加工农红军。抗日战争时期，新四军军部军法处典狱长，第二支队司令部执法科科长，江南指挥部军法处科长，苏中军区第二分区政治部保卫科科长，苏浙军区政治部保卫科科长。第二次国共内战时期，历任苏浙军区留守处参谋长，皖浙赣边区游击队支队长，浮梁军分区司令员。1949年中华人民共和国成立后，曾任上饶军分区司令员，江西省军区副司令员，福建省军区第一副司令员、政治委员，中共福建省委书记（当时设有第一书记），江西省和福建省第四届政协副主席。曾获三级八一勋章、二级独立自由勋章、二级解放勋章。1988年7月获中国人民解放军一级红星功勋荣誉章。1989年1月11日在南昌病逝，终年78岁。